# Фаале
Фаале (нім. Vaale) — громада в Німеччині, розташована в землі Шлезвіг-Гольштейн. Входить до складу району Штайнбург. Складова частина об'єднання громад Шенефельд.
Площа — 14,91 км2. Населення становить 1238 ос. (станом на 31 грудня 2020).